# География Калининградской области
Калининградская область — субъект Российской Федерации, является самым западным регионом России. Калининградская область отделена от остальной России территорией других государств (Литва), но соединена морем и является, таким образом, полуэксклавом. Площадь Калининградской области 15 125 км² (77 место среди субъектов Российской Федерации по площади).

## Географическое положение
Максимальная протяжённость области с запада на восток — 205 км, с севера на юг — 108 км. Протяжённость границ области, являющихся одновременно и государственной границей Российской Федерации, составляет 540 км. Из них 410 км приходится на сухопутные — примерно поровну на границу с Польшей и Литвой и 140-километровая морская граница по побережью Балтийского моря.

### Часовой пояс
Смещение относительно UTC составляет +2:00. Калининградское время отличается от московского времени на −1 час, например: пока в Москве 14:00, в Калининграде 13:00. Время в течение года не меняется (летнее время не вводится), как и во всей России, поэтому здесь с апреля до октября то же самое время, что и в Центральной Европе, где из-за летнего перехода время на час больше.

## Рельеф

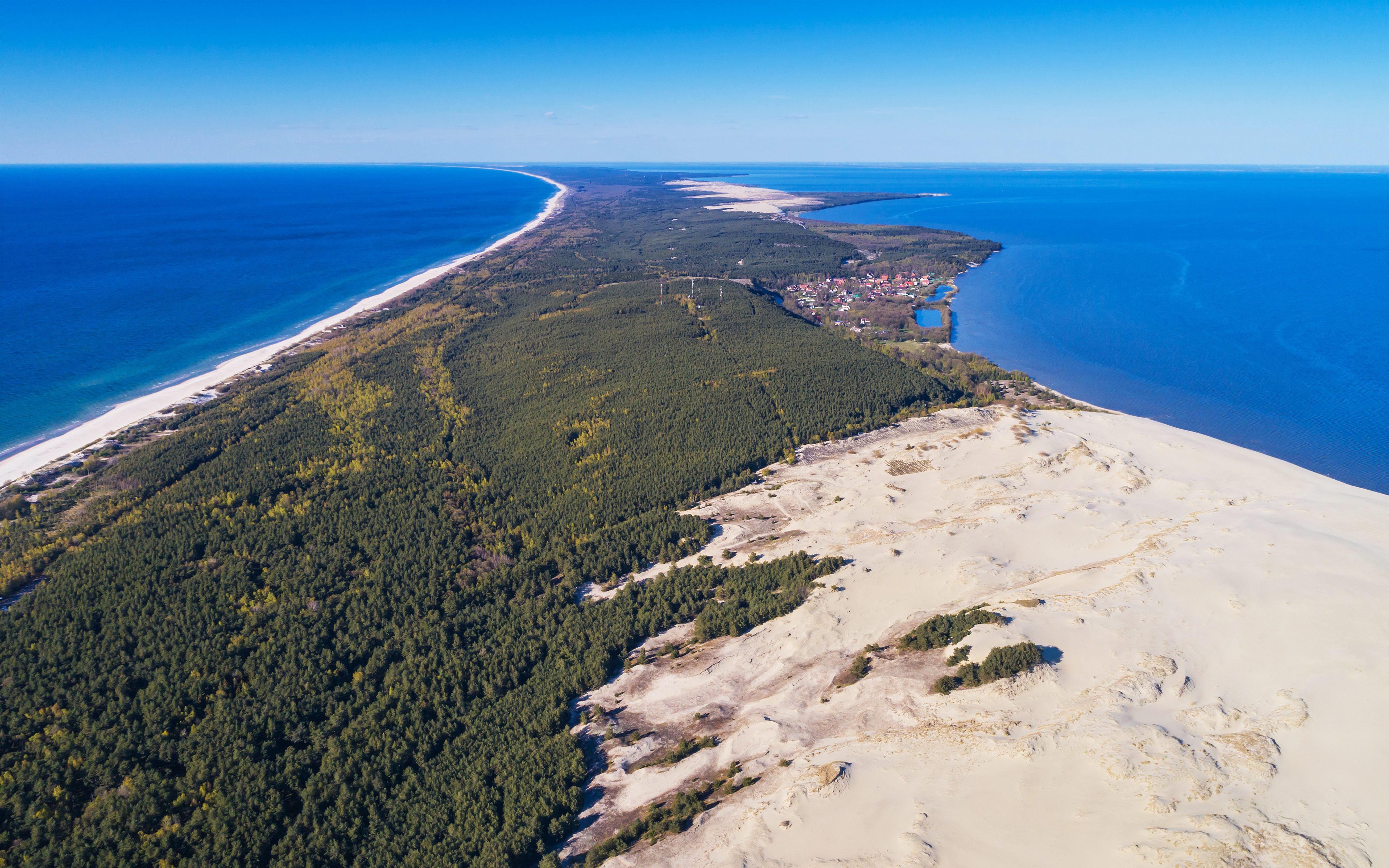
Вид на Куршскую косу в районе дюны Эфа

Рельеф области — всхолмлённая равнина, отдельные участки которой находятся ниже уровня моря (это Нижненеманская низменность и низменность в низовьях рек Неман и Дейма). На востоке области, в Нестеровском районе, рельеф более неровный, здесь расположена Виштынецкая возвышенность с высотами до 230 метров над уровнем моря. Также возвышенности имеются в Багратионовском районе (Вармийская или Варминская возвышенность). Вдоль правого берега реки Инструч тянется Инстручская гряда.
Самые низменные территории области расположены на севере, в Славском районе. Это так называемые польдеры — земли постоянно находящиеся под угрозой затопления и огороженные дамбами. Площадь калининградских польдеров около тысячи квадратных километров, что составляет более половины всех польдеров бывшего СССР.
Средняя абсолютная высота поверхности суши Калининградской области над уровнем Мирового океана составляет 15 метров. Избыточное увлажнение при плоском низменном рельефе требует больших мелиоративных работ. Поэтому почти вся территория области покрыта осушительными мелиоративными каналами.

### Ландшафтные районы
Самбийское моренное плато
Этот ландшафтный район представляет собой моренное плато и располагается в пределах Калининградского (Самбийского) полуострова. Рельеф холмистый. Максимальные отметки — 110 м. Влияние моря выражается здесь в более низких температурах весной и летом и более высоких осенью и зимой — по сравнению с восточными районами области. Средняя температура января −2,3 °C, июля + 16,6 °C. Сумма положительных температур выше + 10 °C. Безморозный период 180—190 дней, самый длительный в области. Сумма среднегодовых осадков — 706 мм. Наиболее ярко климатическое отличие этого района проявляется в ветровом режиме. Этот район бризовой циркуляции, и здесь наибольшее число дней с ветрами более 15 м/с. Долины небольших рек, впадающих в Куршский залив и Преголю, прорезают территорию в меридиональном направлении. Почвы в основном дерново-слабоподзолистые на бескарбонатной морене, под широколиственными лесами — бурые лесные. Леса встречаются небольшими ареалами и занимают холмисто-грядовые формы рельефа.
Инстручская холмисто-моренная гряда

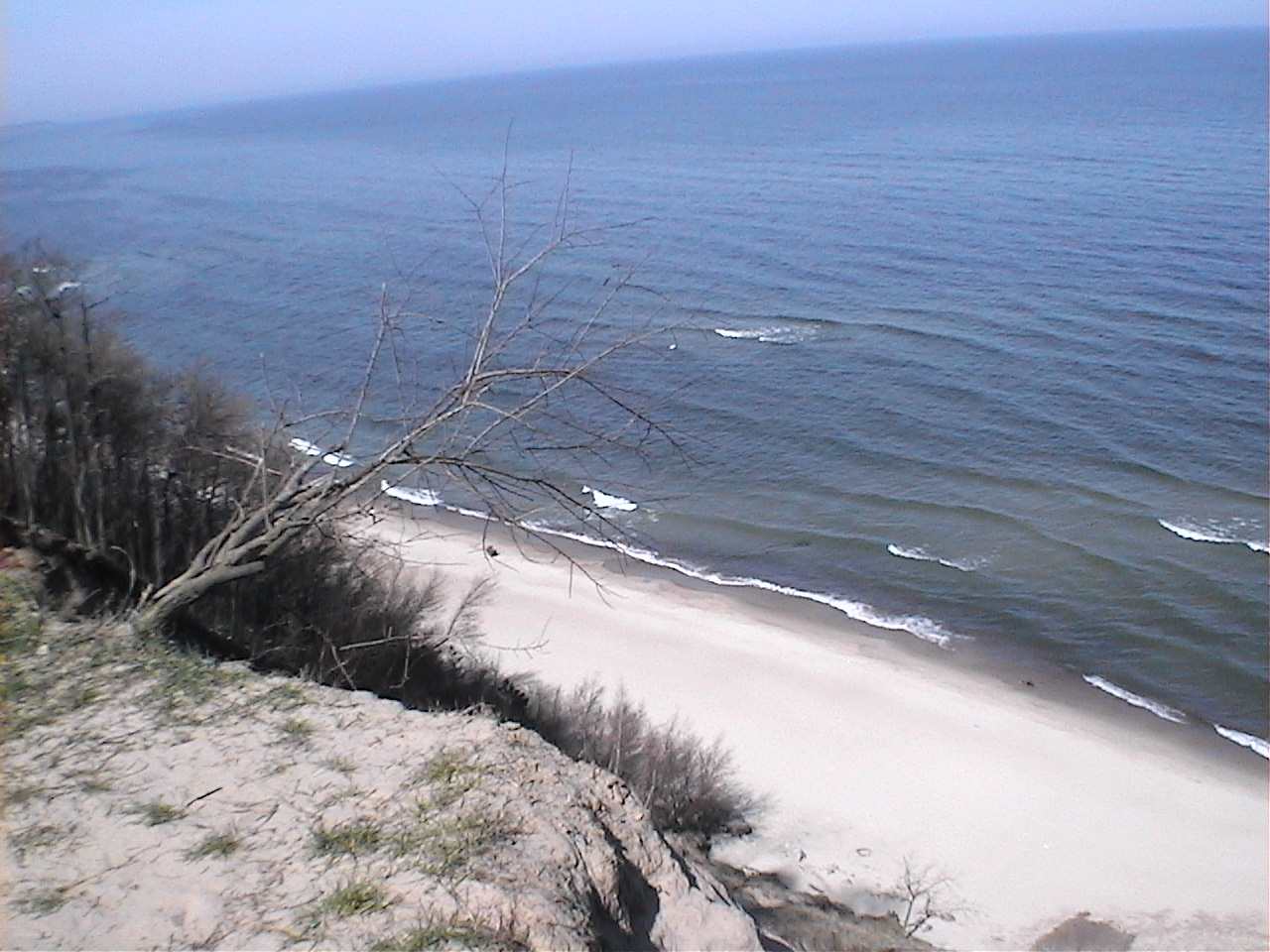
Берег Самбийского полуострова близ Светлогорска

Для этой территории характерно чередование плоских низменных участков с холмами, разбросом абсолютных высот от семидесяти метров на холмистой территории до двадцати в пониженных участках.
Почвы на морене дерново-подзолистые. Превалирует луговая растительность, перемежающаяся смешанными и широколиственными лесами. Климат более континентальный, чем в западных районах области.
Вармийская холмисто-моренная возвышенность
Располагается на юго-западе области. Холмистая моренная возвышенность занимает северный макросклон Гуровских высот, основная часть которых расположена в Польше. На территорию Калининградской области заходит только северная часть этой возвышенности. Рельеф района можно охарактеризовать как систему холмов и гряд разнообразного очертания. Абсолютные высоты достигают здесь 70—80 м, а относительные превышения — 50 м. Высшая точка возвышенности достигает 191 метра.
Виштынецкая холмисто-моренная возвышенность
Возвышенность находится на юго-востоке области, у границы с Литвой и Польшей, на северном склоне Балтийской моренной гряды. Расчленена долинами притоков Анграпы и Писсы. Это самый высокий участок территории Калининградской области с высотами до 200 метров и горой Безымянной (230 м). Холмы у оснований соединяются и образуют моренные гряды. Низменные участки заняты озёрами (крупнейшее — Виштынецкое). Климат наиболее континентальный в области с бо́льшим количеством осадков. Почвы дерновые и слабоподзолистые на песчаной морене и ледниковых отложениях. Растительность луговая, болотная, перемежаемая еловыми и смешанными лесами. Живописность ландшафта и удалённость от больших городов делает эту территорию привлекательным туристическим объектом.
Прегольская озёрно-ледниковая равнина
Пологие пространства Прегольской низменности сформировались на месте большого озёрно-ледникового водоёма и древней ложбины стока талых приледниковых вод.
Высота над уровнем моря от 13 до 25—30 метров, что способствует образованию на ней довольно крупных заболоченных массивов.
Шешупская озёрно-ледниковая равнина
На Шешупской озёрно-ледниковой равнине возвышаются отдельные холмы и берут начало притоки реки Инструча.
Полесская моренная равнина
Неманская дельтовая низменность
Куршская коса

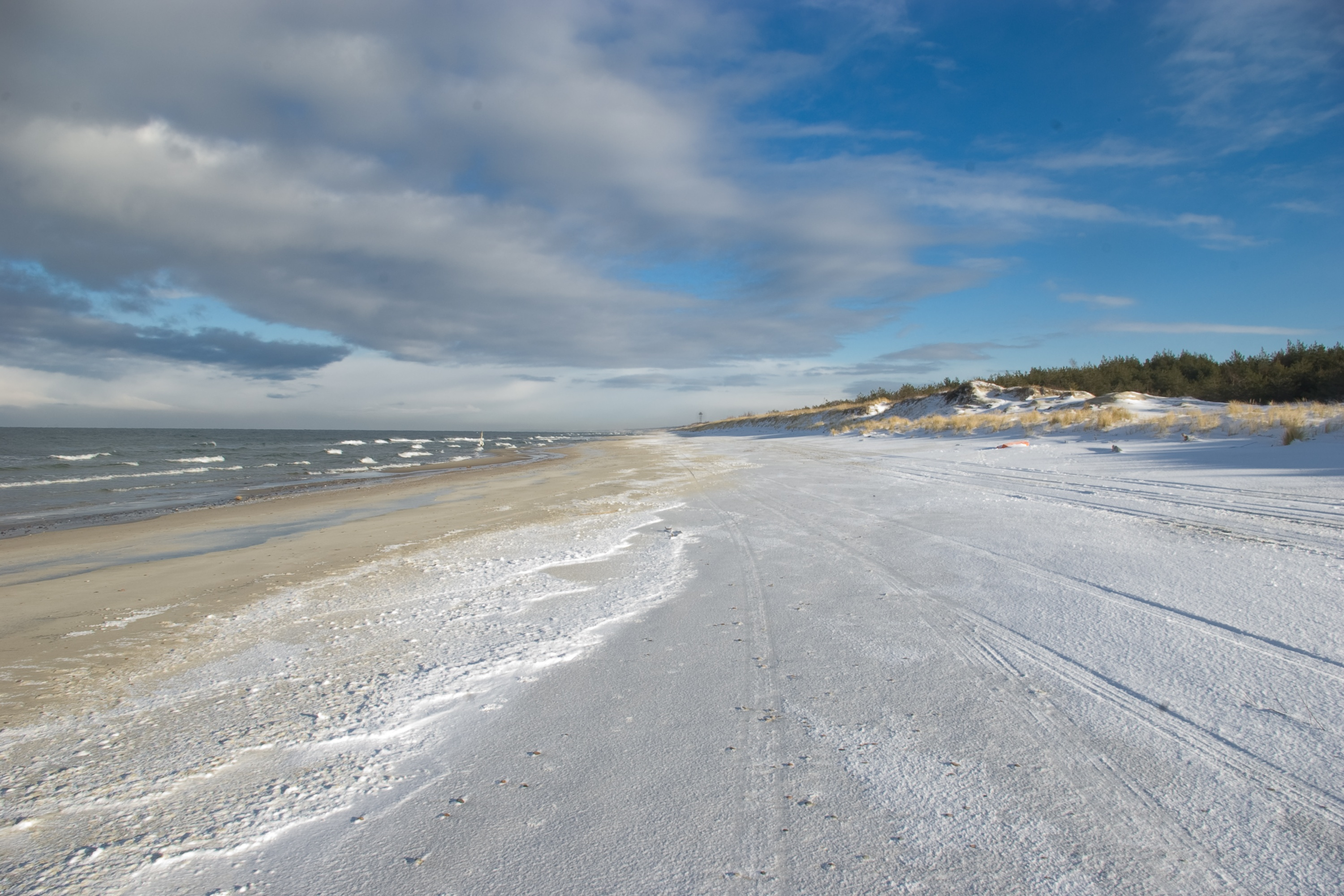
Морское побережье Балтийской косы зимой

Песчаные дюны Куршской косы имеют небольшую абсолютную высоту — до 30—40 метров, самая высокая дюна находится у посёлка Морское — 68 метров. Для обеспечения охраны природы косы образован Государственный природный национальный парк «Куршская коса». Дюны Балтийской косы немного ниже дюн Куршской косы, их высота обычно не превышает 40 метров.
Куршская коса имеет протяжённость 98 км, при этом Калининградской области принадлежит 48 км, остальное литовская часть. Ширина косы от 400 метров до 4 км.
Балтийская (Вислинская) коса
Длина косы 65 км, из них 35 км относится к Калининградской области, остальная часть принадлежит Польше. Ширина косы — от 300 до 1800 метров.

## Полезные ископаемые
Главным природным богатством области является янтарь. Калининградскую область называют Янтарным краем, поскольку на её территории расположено более 90 % разведанных мировых запасов этого удивительного минерала. Янтарь содержится в песчано-глинистых отложениях с примесью ярко-зелёного минерала — глауконита, придающего породе специфический оттенок, отчего янтароносные пласты называют «голубой землёй». Площадь распространения янтароносной породы охватывает значительную часть Калининградского полуострова и прилегающие участки морского шельфа, а также западную часть побережья Калининградского залива. С удалением от побережья глубина залегания породы возрастает, а мощность пласта уменьшается. Вместе с янтарём встречаются куски фосфорита.
В настоящее время годовая добыча янтаря достигает нескольких сотен тонн, однако лишь небольшая её часть используется в ювелирном производстве самой Калининградской области. Добыча и вывоз янтаря из Калининградской области зачастую сопровождается правонарушениями, такими как незаконная добыча и контрабанда янтаря в страны Западной Европы. Для стимулирования переработки добываемого сырья внутри страны, в 2013 году правительством введён полный запрет на экспорт необработанного янтаря.
Янтарь является одним из символов города и Калининградской области, поэтому его упоминание можно встретить во многих названиях предприятий, организаций, культурных событий, продукции калининградских производителей.
Область располагает несколькими малыми нефтяными месторождениями на суше и на шельфе, в том числе действующим в режиме падающей добычи Красноборским (полные запасы до 11 млн тонн, промышленная добыча началась в 1975 году) и крупнейшим на Балтике месторождением «Кравцовское» (Д6), расположенным на шельфе Балтийского моря с геологическими запасами около 21,5 млн тонн, и извлекаемыми около 9,1 млн тонн.
На территории Калининградской области имеются значительные запасы высококачественной каменной соли (впервые обнаружена в 1954 году) и торфа (общие запасы около 3 млрд тонн, крупнейшие месторождения — Агильское, Нестеровское, Тарасовское, общая площадь распространения занимает более тысячи квадратных километров), запасы бурого угля (крупнейшие месторождения — Грачёвское (до 50 млн тонн) и Мамоновское). Торф используется преимущественно для нужд сельского хозяйства в качестве органического удобрения.